# Seznam škotskih pevcev
Seznam škotskih pevcev.

## A
- Stuart Adamson
- Ian Anderson
- Pete Agnew &Lee Agnew
- Colin Angus

## B
- Jimmy Barnes
- Maggie Bell
- Christopher Bowes
- Susan Boyle
- Jack Bruce
- David Byrne

## C
- Ian Campbell
- Isobel Campbell
- Sally Carr
- Edwyn Collins
- Chris Connelly
- Brian Connolly

## D
- James Dewar (glasbenik)
- Barbara Dickson
- Donovan (Donovan Philips Leitch)

## E
- Sheena Easton
- Nathan Evans

## F
- Fish (Derek William Dick)
- Scott Fitzgerald
- Elizabeth Fraser

## H
- Paul Haig
- Calvin Harris (Adam Richard Wiles)
- Alex Harvey
- Fran Healy

## I
- Hamish Imlach

## J
- Richard Jobson

## K
- Pat Kane
- Alex Kapranos
- Jim Kerr
- Mark Knopfler

## L
- Annie Lennox
- Alex Ligertwood
- Lulu (Kennedy-Cairns)

## M
- Amy Macdonald
- Billy Mackenzie
- Shirley Manson
- Kelly Marie
- Dan McCafferty
- Rose McDowall (née Porter)
- Lisa McHugh
- Frankie Miller
- Brian Molk (škotsko-belgijsko-ameriški)

## N
- Nicolette (Nicolette Love Suwoton: nigerijskega rodu)
- Paolo Nutini

## O
- Linton Osborne

## P
- David Paton
- Marti Pellow
- Luca Prodan (it.-škotsko-argent.)

## R
- Gerry Rafferty
- Chris Rainbow (Christopher James Harley)
- Eddi Reader
- Charlie Reid
- Craig Reid
- Maggie Reilly

## S
- Emeli Sandé
- Bon Scott
- Mike Scott
- Rod Stewart

## T
- KT Tunstall

## U
- Midge Ure

## W
- Roy Williamson (mdr. škotska himna)

## Y
- James Yorkson
- Malcolm Young